# Ernst G. Wahlgren
Ernst Gotthard Wahlgren (* 20. Dezember 1879 in Härnösand; † 1. Februar 1938 in Uppsala) war ein schwedischer Romanist.

## Leben und Werk
Ernst Gotthard Wahlgren promovierte 1914 in Uppsala mit der Étude sur les actions analogiques réciproques du parfait et du parfait passé dans les langues romanes. 1. Wahlgren war in Uppsala Gymnasiallehrer, daneben an der Universität Uppsala Privatdozent und ab 1932 Honorarprofessor. Zu seinen Schülern zählten Bengt Hasselrot und Alf Lombard. Sein Tod verhinderte den geplanten Ruf auf eine Professur in Lund.

## Weitere Werke
- Observations sur les verbes à parfaits faibles. Étude de morphologie et de phonétique françaises 1, 1. Uppsala 1928-1931
- Un problème de phonétique romane. Le développement d>r. Uppsala 1930